# Sherwin Badger
Sherwin Campbell Badger (* 29. August 1901 in Boston, Massachusetts; † 8. April 1972 in Sherborn, Massachusetts) war ein US-amerikanischer Eiskunstläufer, der im Einzellauf und im Paarlauf startete.
Badger wurde von 1920 bis 1924 US-amerikanischer Meister im Eiskunstlauf der Herren, viermal davon vor seinem Bostoner Konkurrenten Nathaniel Niles. Er nahm als Einzelläufer allerdings nie an Weltmeisterschaften teil. Sein einziger großer internationaler Auftritt war die Teilnahme an den Olympischen Spielen 1928 in St. Moritz. Dort platzierte er sich als Elfter, einen Platz hinter dem besten US-Amerikaner Roger Turner.
Im Paarlauf gewann Badger an der Seite von Beatrix Loughran den US-amerikanischen Meistertitel von 1930 bis 1932. Mit ihr bestritt er drei Weltmeisterschaften. 1928 wurden sie Fünfte und 1930 und 1932 errangen sie die Bronzemedaille. Sie nahmen auch an zwei Olympischen Spielen teil. 1928 in St. Moritz platzierten sie sich als Vierte und 1932 im heimischen Lake Placid gewannen sie Silber hinter den Franzosen Andrée und Pierre Brunet.
Während seiner aktiven sportlichen Karriere studierte Badger in Harvard und verließ die Universität 1923 mit Abschluss. In diesem Jahr begann er seine berufliche Karriere in der Wirtschaft mit dem Einstieg in die United Fruit Company, 1925 wurde er Redakteur für das Wall Street Journal und Barrons. Im Jahr 1940 ging er zur New England Mutual Life Insurance Company und blieb dort, später als Vize-Präsident und Direktor, bis zu seinem Ruhestand 1972. Badger war in den 30er Jahren auch Präsident des nationalen Eiskunstlaufverbandes.

## Ergebnisse

### Einzellauf
| Wettbewerb / Jahr                | 1920 | 1921 | 1922 | 1923 | 1924 | 1925 | 1926 | 1927 | 1928 |
| -------------------------------- | ---- | ---- | ---- | ---- | ---- | ---- | ---- | ---- | ---- |
| Olympische Winterspiele          |      |      |      |      |      |      |      |      | 11.  |
| US-amerikanische Meisterschaften | 1.   | 1.   | 1.   | 1.   | 1.   |      |      |      |      |

### Paarlauf
(mit Beatrix Loughran)
| Wettbewerb / Jahr                | 1928 | 1929 | 1930 | 1931 | 1932 |
| -------------------------------- | ---- | ---- | ---- | ---- | ---- |
| Olympische Winterspiele          | 4.   |      |      |      | 2.   |
| Weltmeisterschaften              | 5.   |      | 3.   |      | 3.   |
| US-amerikanische Meisterschaften |      |      | 1.   | 1.   | 1.   |

(mit Clara Frothingham wurde Badger 1918 Vizemeister und mit Edith Rotch 1920 Vizemeister bei den nationalen Meisterschaften)